# Michel Fuzellier
Michel Fuzellier, né au Touvet (Isère), le 15 décembre 1944, est un illustrateur et réalisateur de cinéma d'animation italien d'origine française.

## Biographie
Fils d’Étienne Fuzellier, auteur dramatique, scénariste pour la radio et critique de cinéma, Michel Fuzellier fait ses études à Paris au lycée Henri-IV.
Passionné d’animation, il fréquente durant les dernières années du lycée les studios de Paul Grimault et d’Alexandre Alexeïeff. En 1963, il part pour Milan, attiré par le grand ferment créatif qui anime l’Italie de cette époque. Il commence comme animateur à la Cartoons Film (fondée par Pierluigi de Mas), studio d’animation qui produit une grande quantité de films publicitaires, et dei Caroselli (Minerva, Esso et Mondador, entre autres).
L’année suivante, il fonde, avec Paul Casalini et Claudio Casiraghi, le studio Paul Casalini & Co où l’on réalise des Caroselli et des intermèdes publicitaires pour le cinéma et la télévision (Yoga, Stock, Michelin). Il anime à cette époque une séquence du premier long-métrage de Bruno Bozzetto, West and Soda.
Il revient à Paris en 1967 pour effectuer son service militaire à l’ECPA du fort d’Ivry, où il anime des films d’instruction. De retour en Italie, de 1968 à 1974, il collabore à la RAI comme caricaturiste dans le jeu-spectacle Chissà chi lo sa?, une émission de télévision historique de Cino Tortorella (qui fit, entre autres, une émission spéciale en direct pour le débarquement sur la Lune).

### Studio Ink

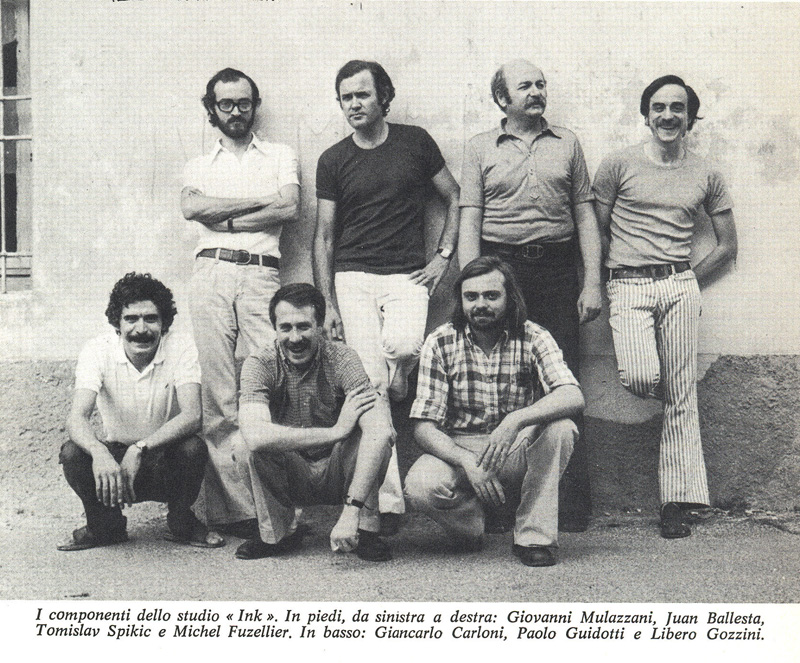
Debout de gauche à droite : Giovanni Mulazzani, Juan Ballesta, Tomislav Spikic, Michel Fuzellier. Accroupis : Giancarlo Carloni, Paolo Guidotti et Libero Gozzini en 1973.

En 1969, avec un groupe d’amis, Libero Gozzini, Giancarlo Carloni, Giovanni Mulazzani, Tomislav Spikic et Juan Ballesta, provenant presque tous du monde de l’animation, auxquels se joindront pour un certain temps Oscar Grillo et Paolo Guidotti, il fonde le Studio Ink,, un groupe d’artistes très recherchés à l’époque pour leurs illustration (édition et publicité), couvertures de livres, d’hebdomadaires, caricatures politiques dessinées et en volume et films publicitaires (comme Italgas, Caesar, Calinda ou Leacril) qui deviendra un point de référence important pour  de nombreux jeunes talents. Les origines artistiques, les styles et les capacités professionnelles différentes permettaient au studio de satisfaire les demandes des clients les plus variés,.
Il collabore durant cette période avec d’autres studios d’animation : le Studio Orti de Giulio Cingoli comne animateur (Carosello Splugen Brau), la société ERREDIA 70 comme réalisateur de quelques films publicitaires (Pagine Gialle, L’Occhio, Eldorado, Langnese), la Dragon Film avec Oscar Grillo à Londres (pilote pour Bilboe the Hobbit) et Micia Film de Mike Kallay a Munich (Chevron et Dentyne).

#### Quick Sand Productions

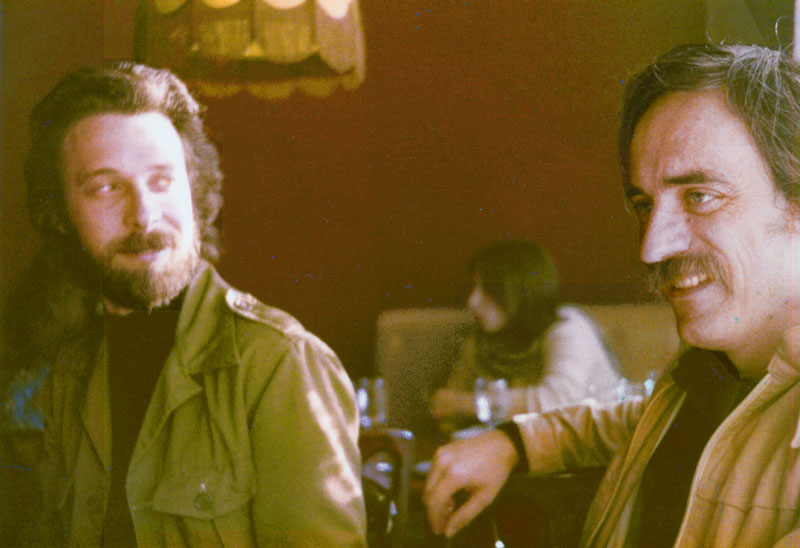
Walter Cavazzuti et Michel Fuzellier au festival d’Annecy en 1984.

À la fin des années 1970, il décide  de se consacrer principalement à l’animation et en 1980 fonde avec l’ami Walter Cavazzuti (connu à la ERREDIA 70), la Quick Sand Productions qui sera pendant vingt ans la référence indiscutée des agences de publicité milanaises (J.Walter Thompson, Mac Cann Erickson, Young & Rubicam, B Communications, TBWA, etc). Il produira pour elles plus de trois cents films publicitaires (campagne pour Mulino Bianco Barilla, Fiat, Danone, Volkswagen, Zoppas, Mondadori, Spontex, Smac, Lipton, Coca Cola, Big Babol, Saclà, Presidenza del Consiglio, Cucina Tedesca, etc.) qui lui ont procuré de nombreux prix aux festivals et aux manifestations nationales et internationales, épaulé par quelques artistes de grand renom en Italie, tels que Tullio Pericoli, Giorgio Forattini, Grazia Nidasio, Federico Maggioni, Guido Scarabotto, Franco Godi,  Patrizio Fariselli.
C’est durant ces années qu’il travaille avec Maurizio Nichetti à la réalisation de la première preuve italienne de long-métrage mixte d’animation et d’image réelle dans le film L'amour avec des gants pour lequel il soigne la direction artistique et la réalisation des effets spéciaux. Par la suite, il s’occupe des effets du film Luna e l'altra. Entretemps il réalise les layouts du film L'eroe dei due mondi de Guido Manuli, écrit lui aussi par Nichetti.
En 1994, il gagne le prix Utrecht MTV Europe Animation Competition avec son court-métrage  The Horseman. Il se consacrera alors principalement au cinéma (longs métrages et courts métrages en animation).
En 1997 commence une longue collaboration, comme directeur artistique et décorateur, avec le réalisateur Enzo D'Alò pour les longs-métrages La Mouette et le Chat (adapté d’un roman de Luis Sepulveda), Momo alla conquista del Tempo,(d’après un roman de Michael Ende), Opopomoz (scénario de Furio Scarpelli e Enzo d’Alò). En même temps, il se consacre à l’enseignement dans deux écoles de cinéma d'animation : la Scuola nazionale di cinema à Turin et la Nuova Accademia di Belle Arti (NABA) di Milan.
La passion pour la divulgation des techniques du dessin et de l’animation lui font maintenir un contact durable avec les nombreux élèves qui sont passés à la Quick Sand et s’affirmeront souvent comme nouveaux talents (Mario Addis, Anton Gionata Ferrari, Hubert Garnich, Raffaello Vecchioni, Jacopo Martinoni).

#### Studio Fuzellier
À la disparition de son ami Walter Cavazzuti il crée le Studio Fuzellier et travaille comme illustrateur pour l’édition de nombreux livres pour l’enfance et comme freelance pour différentes maisons de production.
Il collabore depuis  plusieurs années comme réalisateur avec la Gertie Productions de Franco Serra, où il dirige quatre
courts-métrages pour Ferrero, un spécial TV pour la RAI (Che animale sei?), quelques vidéos pour le Zecchino d'Oro et le pilote de la série en pré-production Sbrain pour la RAI.
En 2012, il réalise une séquence pour le Pinocchio di Enzo D’Alò, avec une technique innovante d’aquarelle animée.
Pour Gertie Productions, il réalise le long métrage Iqbal, histoire d'un enfant qui n'avait pas peur (coproduction italo-française) dont il est l'auteur du scénario, du design et du storyboard.
Il est membre fondateur de l'Associazione Italiana degli Illustratori dont il a été secrétaire et président des prud’hommes. Il est membre fondateur de l’association Cartoon Italia. Il a été président d'ASIFA Italie (Association internationale du film d’animation) de  2008 à 2009.

## Filmographie

### Cinéma
- 1965 : West and soda de Bruno Bozzetto (Animation d’une séquence)
- 1990 : L'amour avec des gants (Volere Volare) de Maurizio Nichetti et Guido Manuli (Directeur artistique des effets spéciaux sur pellicule).
- 1991 : L’eroe dei due mondi de Guido Manuli (Lay-out).
- 1994 : La freccia azzurra de Enzo d'Alò (Lay-out).
- 1995 : Luna e L’altra de Maurizio Nichetti (Réalisation des effets spéciaux animés)
- 1998 : La mouette et la chat (La gabbianella e il gatto) de Enzo d'Alò (Décorateur et direction artistique).
- 2001 : Momo alla conquista del Tempo de Enzo d'Alò (Décorateur et direction artistique).
- 2003 : Opopomoz de Enzo d'Alò (Décorateur et direction du compositing).
- 2013 : Pinocchio de Enzo d'Alò (Réalisation d’une séquence animée).
- 2015 : Iqbal, histoire d'un enfant qui n'avait pas peur de Michel Fuzellier et Babak Payami.
- 2018 : Mani Rosse de Francesco Filippi (séquence animée 2D)
- 2023: Mary e lo spirito di mezzanotte de Enzo d'Alo' (Etudes des decors)

### Télévision
- 1972 : I Wanna Be Where You Are – Réalisation et animation du video d'une chanson pour la série The Jackson Five[14] pour la ABC (épisode 2 de la deuxième série – diffusé le 16/09/72)
- 1992 : Ciao Ciao – Réalisation et design de la série de mini-spots éducatifs Ciao Ciao[15]
- 1992 : Passato presente e futuro – Écriture et réalisation du documentaire sur le tri sélectif des déchets pour la région Friuli Venezia Giulia.
- 1994 : Help? de Bruno Bozzetto pour la série What a Cartoon! de Hanna & Barbera (décors)
- 1994 : The Horseman – Écriture, réalisation et animation – Produit par MTV pour la série “Open your Mind”
- 2002 : Marcobaleno – Réalisation d’un vidéo pour le Zecchino d’Oro (45e édition)
- 2004 : Monster Hotel – Écriture et réalisation d’un Spécial de 26 min pour Ferrero
- 2005 : Piramolli – Écriture et réalisation d’un Spécial de 16 min pour Ferrero
- 2005 : Notissime – Écriture et réalisation d’un Spécial de 5 min pour Ferrero
- 2006 : Scuola di Magia – Écriture et réalisation d’un Spécial de 26 min pour Ferrero
- 2007 : Amici per la pelle – Réalisation d’un vidéo pour le Zecchino d’Oro (50e édition)
- 2008 : Ti faccio la foto – Réalisation d’un vidéo pour le Zecchino d’Oro (51e édition)
- 2009 : Che animale sei? – Réalisation d’un Spécial di 30 min pour la RAI adapté d’un roman de Paola Mastrocola
- 2011 : Julio Bunny – Réalisation du pilote de la série preschool de 52 × 11 min pour la RAI
- 2014 : Sbrain – Réalisation du pilote de la série TV de 52 × 11 min pour la RAI
- 2024 : Klincus - Direction artistique de la série TV de 26 x 26 min pour Showlab - RAI Kids - ZDF

## Festivals et Distinctions
- 1992 : Treviso Cartoon : Grand Prix – série de mini-spots éducatifs Ciao Ciao
- 1992 : Treviso Cartoon : Prix du film didacti – la série de mini-spots éducatifs Ciao Ciao
- 1992 : Cartoon d’Or – sélection officielle – Ciao Ciao
- 1994 : Holland Animation Film Festival in Utrecht – Gran Prix - The Horseman
- 2015 : Sélection officielle Alice nella Città (Festa del Cinema di Roma) - Iqbal, Histoire d’un enfant qui n’avait pas peur
- 2015 : Prix ASPI (Castellinaria, Festival internazionale del cinema giovane di Bellinzona) per Iqbal, Histoire d’un enfant qui n’avait pas peur
- 2016 : Pulcinella Career Award, Cartoon On The Bay, 2016
- 2015 : Mention spéciale, Aquila Film Festival - Iqbal, Histoire d’un enfant qui n’avait pas peur
- 2016 : Premio alla carriera, Cartoon Club Rimini
- 2016 : Prix Cavalluccio Marino, Festival Giardini di Naxos - Iqbal, Histoire d’un enfant qui n’avait pas peur
- 2016 : Rencontres du Film des Resistances - Thônes - Iqbal, Histoire d’un enfant qui n’avait pas peur
- 2016 : Prix spécial "Découverte du jeune public", Festival Klap Klap - Iqbal, Histoire d’un enfant qui n’avait pas peur
- 2016 : Festival International du Film Francophone - Namur
- 2017 : Prix Jeune Public du Meilleur Long Metrage, Amnesty International - Iqbal, Histoire d’un enfant qui n’avait pas peur
- 2017 : Pulcinella Award Best Animated Feature Film, Cartoon on the Bay Torino - Iqbal, Histoire d’un enfant qui n’avait pas peur
- 2017 : Prix Animation that Matters, Animation Day Cannes - Iqbal, Histoire d’un enfant qui n’avait pas peur
- 2017 : Semaine du Film - Institut Français - Alger - Iqbal, Histoire d’un enfant qui n’avait pas peur
- 2018 : Diplôme Honoris Causa, CSC Scuola Nazionale di Cinema Torino
- 2018 : Animation First au FIAF - New York - Iqbal, Histoire d’un enfant qui n’avait pas peur
- 2018 : Festival Les Yeux Ouverts - Le Havre - Iqbal, Histoire d’un enfant qui n’avait pas peur
- 2020 : L'Uzine - Casablanca - Iqbal, Histoire d’un enfant qui n’avait pas peur

## Illustration pour l'édition
- 1968 : La drogue-miracle du Professeur-Kashinawa - Édition Cercle du Livre Economique
- 1992 : Rufus - Rien est perdu – Texto de Michel Fuzellier - Édition La Joie de Lire - Genève
- 1993 : Rufus et les vieux papiers – Texto de Michel Fuzellier - Édition La Joie de Lire - Genève
- 2000 : Ciro il Piccolo- Texte de Giuseppe Carfagno - CartaCanta Editore
- 2001 : Gord Trot il Mostro – Texte de  Giuseppe Carfagno - CartaCanta Editore
- 2001 : Innamorato Pazzo – Texte de  Giuseppe Carfagno - CartaCanta Editore
- 2001 : Rocco Drillo – Texte de Anna Lazzeri - Editore Sperling & Kupfer
- 2003 : Opopomoz - Una storia magica – Texte de Furio Scarpelli - Edizioni EL
- 2003 : Che vita del cavolo la vita del povero diavolo – Texte de Presta et Dose - Edizioni EL
- 2004 : Tre strade e tre grotte – Texte de Stefano Bordiglioni - Edizioni EL
- 2004 : Anand e la conchiglia magica – Texte de Chitra Banerjee Divakaruni - Einaudi Editore
- 2004 : Diario di una casa vuota – Texte de Beatrice Masini - Edizioni EL
- 2005 : Diario allo specchio – Texte de Vanna Cercenà - Edizioni EL
- 2005 : Mille Cavalli – Texte de Roberto Piumini - Edizioni EL
- 2007 : I giganti e i Jones – Texte de  Julia Donaldson - Edizioni EL
- 2007 : L’orco che non mangiava i bambini – Texte de  Roberto Barbero - Edizioni EL
- 2007 : Anand e lo specchio del fuoco e del sonno – Texte de Chitra Banerjee Divakaruni - Einaudi Editore
- 2007 : Storie col motore – Texte de Stefano Bordiglioni - Edizioni EL
- 2007 à 2011 : Mille anni di Storie - 13 volumes (Storie per ridere, Storie di paura, Storie di animali, Storie di mare, Storie magiche, Storie all’aria aperta, Storie comiche, Storie della buona notte, Storie divertenti, Storie di eroine, Fiabe italiane, Storie di principesse) - Edizioni EL
- 2011 : Il Bianco e il Rosso – Texte de Stefano Bordiglioni - Edizioni EL
- 2023 : Il ritorno di Ciro il piccolo dinosauro - Texte de Giuseppe Carfagno - Edizioni Il Ciliegio

## Festivals et récompenses publicitaires
- 1987 : Treviso Cartoon – Prix pour l’animation - Sacla’ – Dall’orto i più bei sapori
- 1987 : Art Director’s Club – Médaille de bronze - Sacla’ – Dall’orto i più bei sapori
- 1987 : Annual illustratori – Médaille de bronze - Sacla’ – Dall’orto i più bei sapori
- 1987 : New York Advertising Festival – Sélection officielle - Sacla’ – Dall’orto i più bei sapori
- 1987 : Cannes Lions International Advertising Festival – Sélection officielle - Sacla’ – Dall’orto i più bei sapori
- 1988 : Treviso Cartoon – Prix du film pubblicitarie - Robe di Kappa
- 1988 : Media Key Awards – Prix pour l’animation - Robe di Kappa
- 1988 : Cannes Lions International Advertising Festival – Sélection officielle - Robe di Kappa
- 1988 : Festival d'Annecy – Sélection officielle - La Repubblica - Mercurio
- 1988 : Annual illustratori – Médaille d’or - Barilla - Mulino Bianco
- 1988 : Festival d'Annecy – Sélection officielle - Presidenza del Consiglio
- 1988 : 12° Key Awards – Sélection officielle - Zoppas
- 1997 : Mediastars – Spécial Star animation - Danone